# Алиева, Светлана Умаровна
 Светла́на Ума́ровна Али́ева  (6 апреля 1936, Пятигорск, Северо-Кавказский край — 17 июня 2020, Москва) — советский и российский литературовед, писатель, общественный деятель, критик и библиограф, редактор. Член Союза журналистов СССР.

## Биография
Родилась 6 апреля 1936 года в Пятигорске. Из рода карачаевских узденей Алиевых. Отец — Умар Баблашевич Алиев, известный тюрколог, писатель; в 1944 году, как карачаевец, был депортирован в Киргизию. Вскоре семья вслед за главой семейства уехала во Фрунзе.
В 1959 году окончила филологический факультет Ростовского государственного университета.
1960—1963 гг. — работала в газете «Кабардино-Балкарская правда».
1966—1967 гг. — старший библиограф Государственной библиотеки имени В. И. Ленина.
1967—1970 гг. — старший редактор в издательстве «Книга».
1970—1972 гг. — собкор «Литературной газеты». В 1972 году защитила кандидатскую диссертацию по творчеству Э. Казакевича.
1972—1976 гг. — старший редактор журнала «Литературное обозрение».
1976—1980 гг. — старший редактор в издательстве «Советский писатель».
В 1986-87 годах литературно-критические статьи С. Алиевой печатаются в журналах «Октябрь» (1986, № 10), «Звезда» (1987, № 3), «Дружба народов» (1986, № 10), «Дон» (1986, № 10).
С 1989 года — сотрудник Института мировой литературы имени А. М. Горького АН СССР (ныне РАН).
В 1985—1992 годах подготовила и составила сборник «Так это было» о подлинной истории народов в тоталитарном советском государстве.
С 1989 года работала в Конфедерации репрессированных народов СССР.
С 1995 года — президент Союза женщин Северного Кавказа, член координационного совета Международной правозащитной ассамблеи (Москва). В 2005 году, в рамках проекта «1000 женщинам — Нобелевская премия мира 2005 года» («1000 PeaceWomen»), была выдвинута кандидатом от России на Нобелевскую премию мира.

## Научные труды
- Запах фиалки : Воспоминания // Так это было : Национальные репрессии в СССР, 1919—1952 годы : в 3 т. Т.1 / сост., предисл., послесл., коммент. и примеч. С. У. Алиевой ; Рос. Междунар. фонд культуры. — М. : Инсан, 1993. — С. 317—332.
- «Я сын твой, Теберда…» : Сборник / Сост., редактор, автор воспоминаний и коммент. С. У. Алиева . — М. : ГУ МДН, 2006. — 360 с. : ил.
- Человек в меняющемся мире. — Баку, 1980
- Современная туркменская проза. — М., 1982
- Литературная критика в действии. — М., 1984
- Сердце своё держу как свечу… По страницам современной женской прозы. — М., «Знание», 1991.
- Гафури, Мажит : [арх. 12 октября 2022] / Алиева С. У. // Восьмеричный путь — Германцы. — М. : Большая российская энциклопедия, 2006. — С. 439. — (Большая российская энциклопедия : [в 35 т.] / гл. ред. Ю. С. Осипов ; 2004—2017, т. 6). — ISBN 5-85270-335-4.